# جاه سرمه
 جاه سرمه  بالفارسية (چاه سرمه) قرية صغيرة تتبع لـالبلدة المركزية (بالفارسية: بخش مركزى ) من توابع مدينة بستك إحدى قرى « إقليم گودة»، وتقع في محافظة هرمزگان في جنوب إيران. تقع على بعد 42 كيلومتراً شرق قرية تدرویه.

## حدود قرية جاه سرمه
حدود كنجي: من الشمال: قرية (كشان)، ومن الجنوب لرد بستو، ومن الغرب « تدرویه »، ومن الشرق تنتهي بـقرية كنجي.

## السكان
يبلغ عدد سكان هذه القرية حسب تعداد السكان لعام 2006 للميلاد، (429) نسمه تشكل (88 عائلة)، من أهل السنة والجماعة وعلى المذهب الشافعي. يتكلون الفارسية باللهجة المحلية. لهم مسجد ومدرسة مشتركة، ومجموعة من البرك لحفظ مياه الأمطار إذا سالت الأودية، لهم مسجد، مدرسة وعيادة صحية صغيرة، وعدد من البرك لحفظ مياه الأمطار. وشكبة المياه والكهرباء، وحوالي 2000 نخلة مثمرة.

## مهنة السكان
يمتهن أهل القرية بالزراعة، مياه آبارهم عذبة ولديهم أراضي شاسعة خصبة، وحوالي 2000 نخلة مثمرة. كذلك بعض الآبار الارتوازية قديمة.

## وصلات خارجية
- التقسيمات الإدارية لمحافظة هرمزگان